# Marilù Prati
Marilù Prati, pseudonimo di Maria Luisa Gleijeses (Napoli, 16 aprile 1953), è un'attrice italiana attiva sin dagli anni settanta.
Attrice, autrice, cantante, regista e adattatrice di testi teatrali, direttrice artistica e fondatrice dell'Associazione Culturale "Renato Nicolini - Meraviglioso Urbano".

## Biografia
Sorella di Geppy Gleijeses e nipote di Vittorio Gleijeses, ha debuttato in teatro negli anni '70 con Mario Ricci e Carlo Cecchi.
Dal 2002 al 2013 ha diretto il Laboratorio Teatrale "Le Nozze" dell'Università degli Studi Mediterranea di Reggio Calabria, con Renato Nicolini (il quale era responsabile scientifico del progetto).
È stata premiata nel 2008 al XX The Cairo international festival for experimental theatre come "pioniera del Teatro di Sperimentazione".
È impegnata nella lunga tournée teatrale nazionale del fortunato spettacolo Sorelle Materassi, regia di Geppy Gleijeses e adattamento di Ugo Chiti (dall'omonimo romanzo di Aldo Palazzeschi), nel ruolo della sorella minore Giselda, accanto a Lucia Poli e Milena Vukotic (produzione 2016 del Teatro Quirino Vittorio Gassman di Roma).

### Teatro
Marilù esordisce in teatro con lo spettacolo Edgar Allan Poe di Mario Ricci. Con Carlo Cecchi è stata protagonista de "Le statue Movibili" di Antonio Petito, de "Il bagno" di Vladimir Majakovskij e di "Tamburi nella Notte" di Bertolt Brecht (tutti con la regia di Carlo Cecchi).
È stata fra gli interpreti, accanto ad Eduardo De Filippo de "Gli esami non finiscono mai", con la regia dello stesso Eduardo De Filippo e di "Utopia", un montaggio di cinque commedie di Aristofane con la regia di Luca Ronconi, spettacolo che ha debuttato alla Biennale di Venezia ed è stato rappresentato al Festival d'Automne di Parigi, a Berlino ed all'Edinburgh International Festival.
Con Adriana Asti è stata interprete di "Come tu mi vuoi" di Luigi Pirandello, con la regia di Susan Sontag per il Teatro Stabile di Torino. È stata la perfida Lady nel "Macbeth" di William Shakespeare diretto da Massimiliano Troiani ed interprete ed autrice dell'adattamento teatrale dell'"Elogio della follia", tratto dall'omonimo testo di Erasmo da Rotterdam, che è andato in scena al Teatro Manzoni di Milano con la regia di Massimiliano Troiani, nell'ottobre 1992.
Con la regia di Mario Monicelli nell'estate 1994 è stata al Festival della Versiliana, nello spettacolo "Relazioni Pericolose" tratto dall'omonimo romanzo di Chaderlos de Laclos con Dominique Sanda e Laura Morante. È stata anche tra i protagonisti ne "L'albergo del libero scambio" di Georges Feydeau con la regia di Mario Missiroli e ne "Il figlio di Pulcinella" di Eduardo De Filippo con la regia di Roberto Guicciardini.
È stata protagonista:
- in "Felicitas" di Mario Prosperi con la regia di Augusto Zucchi;
- ne "La più forte" di August Strindberg con la regia di Italo Spinelli;
- in "Chiacchiere" di J.F. Noonan con la regia di Franco Però;
- di "Ritornati dal passato" di e con Riccardo Pazzaglia;
- de "La Principessa Brambilla" di E.T.A. Hoffman con la regia di Virginio Puecher;
- de "La palla al piede" di G. Feydeau con Geppy Gleijeses, Arnoldo Foà e la regia di Armando Pugliese;
- de "Il bicchiere della staffa" di Harold Pinter con Toni Bertorelli e la Regia di Massimiliano Troiani;
- in "Venditori" di Edoardo Erba con la regia di Toni Bertorelli, al Festival di Benevento;
- di "Don Giacinto" di Roberto Viviani, con la regia di Geppy Gleijeses, al Festival di Benevento;
- di "Lacrime Napoletane", con la Regia di Geppy Gleijeses;
- eseguendo delle letture sceniche di brani di Rocco Familiari (tratte dal volume “Teatro” edito da Gangemi) al Politeama Siracusa di Reggio Calabria e alla Casa delle Letterature di Roma nel 2009;
- di "Faccia di capra" da "Lo cunto de li cunti" di Giambattista Basile, con Matteo Mauriello e la regia di Francesco Suriano. Un percorso-spettacolo allestito nelle sale della Centrale Montemartini di Roma (produzione 2013 di "Mediterranea Teatro");
- di "In pieno nel mondo. Palma Bucarelli" (testo di Lorenzo Cantatore, Marilù Prati ed Edoardo Sassi, tratto dal libro "Palma Bucarelli. Immagini di una vita" di Cantatore L., Sassi E., Palombi Editori, 2011), regia di Fabio Massimo Iaquone, adattamento di Francesco Suriano, allestito in forma di studio al MACRO - Museo d'Arte Contemporanea di Roma per la Notte Europea dei Musei 2014 e poi in prima nazionale al Teatro Vascello di Roma dal 27 al 29 maggio 2014 (produzione "Mediterranea Teatro", in collaborazione con l'Accademia di Costume e Moda di Roma);
- di “Corinna, Corilla e Amarilli” di e con Marilù Prati, in scena all'Accademia dell’Arcadia di Roma (2015);
- di "Io volevo diventare Caterina di Russia" (di cui è autrice) con la regia di Francesco Suriano, per la stagione 2015 del Teatro Quirino Vittorio Gassman di Roma;.

Dal 2013 al 2014 ha diretto il Laboratorio "Meraviglioso Urbano" del D.A.M.S. dell'Università degli Studi Roma Tre, finalizzato alla messinscena de "La fondazione della città", uno spettacolo di rivista architettonica di Renato Nicolini, nell'ambito del progetto "Renato Nicolini. Meraviglioso urbano", diretto dal prof. Raimondo Guarino e promosso dall'Assessorato alla Cultura del Comune di Roma Capitale.
Attualmente è impegnata in teatro nella lunga tournée nazionale del fortunato spettacolo "Sorelle Materassi", con la regia di Geppy Gleijeses e l'adattamento di Ugo Chiti (dall'omonimo romanzo di Aldo Palazzeschi), nel ruolo della sorella minore Giselda, accanto a Lucia Poli e Milena Vukotic (produzione 2016 del Teatro Quirino Vittorio Gassman di Roma). Lo spettacolo, che ha debuttato al Festival di Borgio Verezzi 2016, conta finora 200 repliche e sarà ripreso nella stagione teatrale 2018/2019 visto il grande successo di pubblico e di critica.
Con Renato Nicolini:
- è stata interprete (oltre che autrice e regista) di "Chiamami Mae West", un musical ispirato alla mitica diva hollywoodiana che ha debuttato al Festival di Chieri '99;
- ha messo in scena al Palazzo delle Esposizioni di Roma “La vedova del Greco” e "La storia della Beata Loretta barbuta" nel corso della mostra sul Volto Santo;
- ha interpretato “La principessa Brambilla” di Hoffmann, nella “Cerimonia” per il Quirino Revolution MAD (regia di Lorenzo Gleijeses);
- è stata la Patria in “Patria e Mito”, un testo di Renato Nicolini sul Risorgimento ed i miti greci, in un primo allestimento con la regia dello stesso Nicolini e poi, nel 2011, in un secondo allestimento, con la Regia di Ugo Gregoretti, presentato al 54º Festival dei Due Mondi di Spoleto (produzione "Gitiesse Artisti Riuniti") e poi al Teatro Quirino Vittorio Gassman di Roma.

#### Il laboratorio teatrale universitario "Le Nozze"
Dal 2002 al 2013 ha diretto, assieme a Renato Nicolini, il Laboratorio Teatrale “le Nozze” dell'Università degli Studi "Mediterranea" di Reggio Calabria, partecipando anche come interprete nelle seguenti messinscene al Politeama "Siracusa" reggino:
- “Nozze” di Elias Canetti (2002 e 2004);
- “Lo stato d'assedio” di Albert Camus (2004 e 2005);
- “La fondazione della città” di Renato Nicolini (2005) andato in scena anche al Festival Mediterraneo di Teatro Universitario di Roma nel 2006;
- “Alice nel paese delle meraviglie” da Karrol e Disney ('05);
- “Mille e una notte” di Renato Nicolini (2006) andato in scena anche a Roma per l'Estate a La Sapienza;
- “Le visioni di Gesù con Afrodite” di Giuliano Scabia (2006 e 2007) ricevendo menzione nel Patalogo 2007 di UBU Libri diretto da Franco Quadri;
- “I giorni della Comune” da Bertold Brecht;
- "La brocca rotta a Ferramonti" di Francesco Suriano da Heinrich von Kleist (regia di R. Nicolini e Francesco Suriano), in co-produzione con il D.A.M.S. dell'Università degli Studi della Calabria, presentato in anteprima nazionale, in forma di studio, al festival Primavera dei Teatri 2011 di Castrovillari (CS) ed in forma definitiva al Politeama "Siracusa" di Reggio Calabria in occasione del Giorno della Memoria 2012 dell'atenèo reggino.

Per il laboratorio “le Nozze”, oltre che interprete, è anche regista, con Renato Nicolini, di:
- “Tournée” (2007) di R. Nicolini;
- “Elyssa la regina errante” (2008) di cui è anche autrice del testo, tratto da un romanzo di Fawzi Mellah;
- “Alcesti e il nemico della morte” di R. Nicolini da Euripide ed Elias Canetti, andato in scena anche ad Universoteatro 2008 – Festival Internazionale di Teatro Universitario di Benevento diretto da Ugo Gregoretti;
- “Le figlie del Sole” di Nicolini da Euripide, Apollonio Rodio e Karoly Kerenyi andato in scena anche al Magna Græcia Teatro Festival 2008 diretto da Giancarlo Cauteruccio;
- “La Reggio dei miti dopo Didone” di Nicolini da un romanzo autobiografico d'esordio di Adele Cambria, per Calabria Palcoscenico 2008;
- “Party time” – “Il linguaggio della montagna” di Harold Pinter ('09) andato in scena anche al Teatro Quirino Vittorio Gassman di Roma per AutogestitoQUIRINO 2010;
- “La giornata di Eduardo”, antologia eduardiana di Renato Nicolini in lingua napoletana, che per Calabria Palcoscenico 2009 diventò “La babele di Eduardo”, per un originale Laboratorio di linguaggi dialettali;
- "Pirandellodrei" di Nicolini, da "Vestire gli ignudi" di Luigi Pirandello (2012).

Nel 2008, assieme a Renato Nicolini, ha diretto il laboratorio-spettacolo "Elyssa-Didone, regina errante" per la sezione "Miti Ritrovati" de La Biennale Teatro di Venezia 2008, diretta da Maurizio Scaparro.
Nel 2009 fonda l'Associazione Culturale "Mediterranea Teatro - Le Nozze" con gli studenti ed ex studenti veterani del Laboratorio "le Nozze" che, attiva fino al 2015, oggi sarebbe stata definita uno spin-off culturale dell'ateneo reggino.
Nel 2013 è stata regista, con Francesco Spinelli, de “La fondazione della città” di Renato Nicolini, riallestito al Politeama "Siracusa" di Reggio Calabria.

### Televisione
In televisione esordisce con Eduardo De Filippo in varie commedie andate in onda tra il 1975 e il 1976 come: Gli esami non finiscono mai, Lu curaggio de nu pumpiero napulitano, 'Na santarella (in cui ebbe il ruolo di protagonista) e Uomo e galantuomo. Con la regia di Eduardo De Filippo è protagonista accanto a lui di "'Na Santarella".
Con la regia di Dante Guardamagna è protagonista a fianco di Paolo Stoppa di "Nero su nero" e con Ugo Tognazzi di "Una famiglia in giallo" diretto da Luciano Odorisio.
È tra gli interpreti principali di "Bambole: scene di un delitto perfetto" diretto da Alberto Negrin e di "Scoop" con Michele Placido e la regia di José Maria Sanchez.
Tra le numerose partecipazioni, si ricorda quella ne "Il processo" di Franz Kafka, con la regia di Luigi Di Gianni, quella nel Tv movie "Il sassofono" con la regia di Andrea Barzini.
È stata anche protagonista di un episodio della serie "Linda e il Brigadiere" con la regia di Francesco Lazotti. Ha inoltre partecipato alla serie "Una famiglia in giallo" (regia di Luciano Odorisio); "Un posto al sole" (registi vari); "Carabinieri" (regia di Rossella Izzo).

### Cinema
Nel cinema, dopo il debutto con la regia di Liliana Cavani in "Milarepa", è protagonista con Enrico Montesano di "Tutto suo padre", diretto da Maurizio Lucidi e di "Chi mi aiuta" regia di Valerio Zecca con Luca Barbareschi e Geppy Gleijeses.
Partecipa ai film "La città delle donne" di Federico Fellini e "Facciamo Paradiso" di Mario Monicelli.
E poi di Maurizio Ponzi ("Il caso Raoul"), Sergio Nasca ("Stato interessante"), Tonino Valeri ("Un bel dì vedremo") e Stella Leonetti ("Caravagio").

### Drammaturgia e Adattamenti
È autrice (oltre che interprete e regista) di:
- "Bumbulè" andato in scena nel 1977 al Teatro Alberichino di Roma;
- "Infelicità senza desideri", tratto dall'omonimo romanzo di Peter Handke per l'Estate Romana 1984;
- "Elogio della follia" dall'omonimo testo di Erasmo da Rotterdam; della commedia musicale
- "Chiamami Mae West" (commedia musicale);
- "La storia della Beata Loretta Barbuta";
- “Elyssa la regina errante” da un romanzo di Fawzi Mellah;
- "In pieno nel mondo. Palma Bucarelli", co-autrice con Lorenzo Cantatore e Edordo Sassi;
- “Corinna, Corilla e Amarilli”.

## Filmografia

### Cinema
- Il caso Raoul, regia di Maurizio Ponzi (1975)
- Stato interessante, regia di Sergio Nasca (1977)
- Tutto suo padre, regia di Maurizio Lucidi (1978)
- Chi mi aiuta?, regia di Valerio Zecca (1984)
- Facciamo paradiso, regia di Mario Monicelli (1995)
- Un bel dì vedremo, regia di Tonino Valerii (1997)

### Televisione
- Nero su nero, regia di Dante Guardamagna (1978)
- Bambole: scene di un delitto perfetto, regia di Alberto Negrin (1980)
- La città delle donne, regia di Federico Fellini (1980)